# Gonomyia (Leiponeura) lamellaris
Gonomyia (Leiponeura) lamellaris is een tweevleugelige uit de familie steltmuggen (Limoniidae). De soort komt voor in het Afrotropisch gebied.